# 두바이 정부

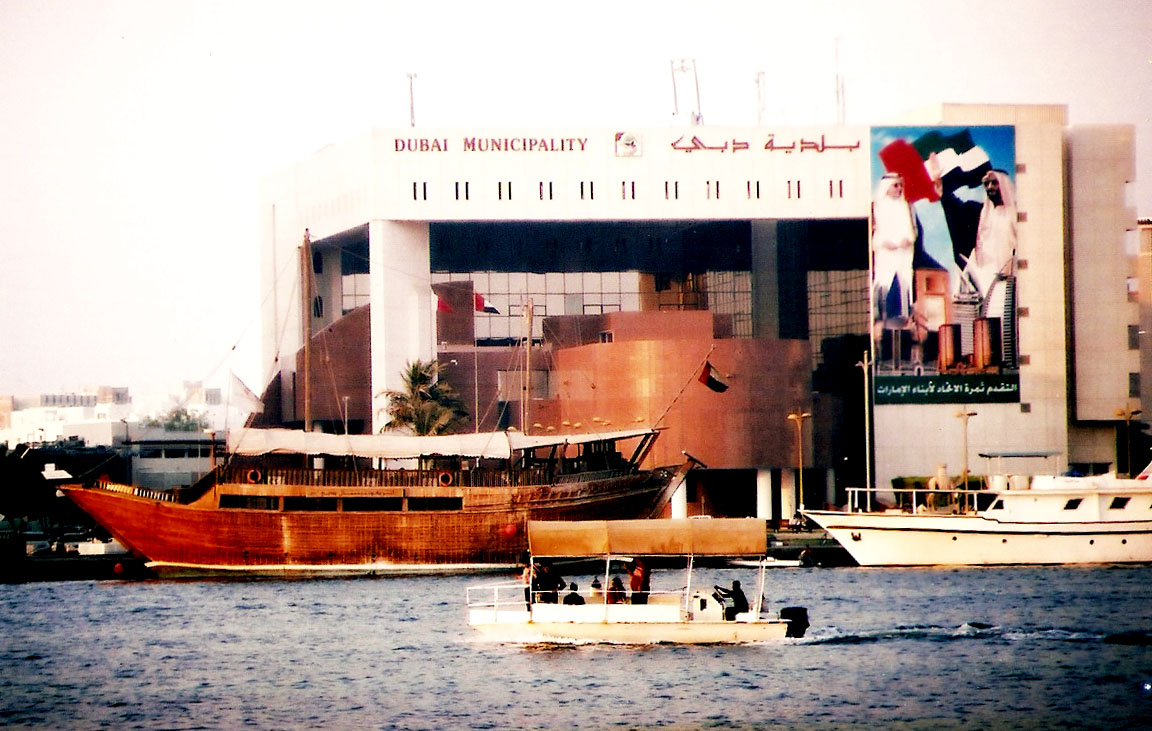
두바이 정부 청사

두바이 정부(아랍어: بلدية دبي)는 아랍에미리트 두바이 토후국을 관할하는 지방 정부이다. 두바이 토후국의 공공 서비스, 공공 시설 유지 관리를 담당한다. 1954년 당시 두바이 토후국의 왕세자였던 라시드 빈 사이드 알막툼(Rashid bin Saeed Al Maktoum)에 의해서 설립되었다. 두바이 정부는 2001년부터 전자 정부(e-government) 프로젝트를 시작했으며 40개에 달하는 공공 서비스를 온라인으로 제공한다.